# كفاية الطالب اللبيب في خصائص الحبيب
هو كتاب كفاية الطالب اللبيب في خصائص الحبيب للامام جلال الدين عبد الرحمن السيوطي ويعرف الكتاب أيضا باسم الخصائص الكبرى واسم الكتاب الأصلي كفاية الطالب اللبيب في خصائص الحبيب ولكنه مشهور بالخصائص الكبرى وهو يشتمل على الأمورالتي اختص بها النبي دون غيره والإتيان بالأدلة الصحيحة ورد النصوص الموضوعة ومن أهم المواضيع أنه خاتم النبيين، والكلام عن معجزاته الباهرة